# Apamea separans
Apamea separans är en fjärilsart som beskrevs av Augustus Radcliffe Grote 1880. Apamea separans ingår i släktet Apamea och familjen nattflyn. Inga underarter finns listade i Catalogue of Life.